# Eosuchia
Gli eosuchi (Eosuchia Broom, 1914) sono un piccolo ordine di rettili estinti, vissuti tra il Permiano superiore e il Triassico inferiore. I loro resti fossili sono stati rinvenuti principalmente in Sudafrica, in Madagascar e nel corno d'Africa.

## Gli antenati di lucertole e serpenti?
Questi animali, di aspetto e dimensioni simili a quelli delle lucertole, sono classicamente considerati proprio gli antenati del grande gruppo dei lepidosauri, che comprende tra gli altri lucertole e serpenti. In realtà, molte loro caratteristiche primitive li pongono alla base del gruppo dei diapsidi, e non è chiara la loro parentela con i due grandi gruppi degli arcosauri e degli squamati. Tra le caratteristiche che denotano i membri degli eosuchi, da ricordare la primitiva articolazione delle ossa quadratogiugale e giugale del cranio.

## Difficoltà di classificazione
Un tempo l'ordine degli eosuchi era utilizzato dai paleontologi per contenere tutte quelle specie di diapsidi dalle affinità non chiare, né lepidosauri né arcosauri. Il risultato fu un enorme "calderone", con animali molto diversi tra di loro che variavano in taglia, forma e scala geologica (dal Carbonifero all'era Cenozoica!). Uno studio più dettagliato ha permesso di definire gli eosuchi come comprendenti poche forme vissute tra il Permiano e il Triassico (tra 260 e 230 milioni di anni fa). Il paleontologo Romer, per evitare ulteriore confusione, propose per queste forme il nome di Younginiformes. Tra le forme più note vi è appunto Youngina, un piccolo rettile del Permiano superiore sudafricano. La famiglia dei tangasauridi, invece, include forme ben adattate all'ambiente acquatico, come Hovasaurus. Un altro genere, Thadeosaurus, è variamente incluso negli younginidi o nei tangasauridi.

## Cladistica
Eosuchia stricto sensu Younginiformes
- ? †Noteosuchus colletti
- ? †Acerosodontosaurus piveteaui
- famiglia: Galesphyridae
  - †Galesphyrus
- famiglia: Younginidae
  - †Heleosuchus
  - †Thadeosaurus colcanapi
  - †Youngina capensis (Youngoides romeri, Youngopsis)
- famiglia: Tangasauridae
  - †Hovasaurus boulei
  - †Tangasaurus
  - †Thadeosaurus
  - †Kenyasaurus mariakaniensis